# Diócesis de Port Louis
La diócesis de Port Louis (en latín: Dioecesis Portus Ludovici, en inglés: Roman Catholic Diocese of Port-Louis y en francés: Diocèse de Port-Louis) es una circunscripción eclesiástica de la Iglesia católica en Mauricio. Se trata de una diócesis latina inmediatamente sujeta a la Santa Sede. Desde el 19 de mayo de 2023 su obispo es Jean Michaël Durhône.

## Territorio y organización

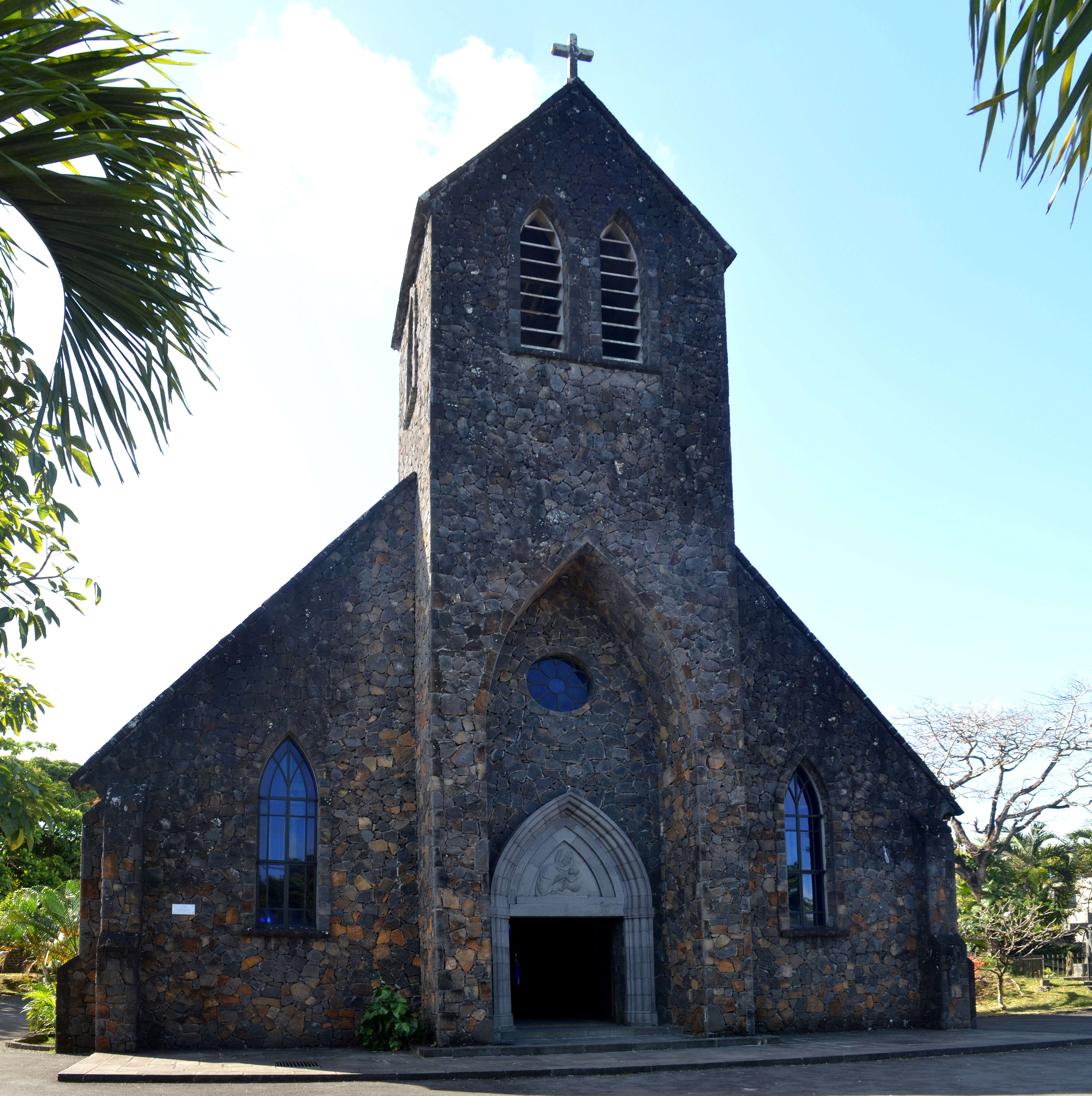
Iglesia de Notre-Dame-de-Bon-Secours, en Trou d'Eau Douce

La diócesis tiene 1882 km² y extiende su jurisdicción sobre los fieles católicos de rito latino residentes en la isla de Mauricio y las islas Agalega y Cargados Carajos. Formalmente el Territorio Británico en el Océano Índico continúa siendo parte de la diócesis, aunque su población nativa fue deportada y la población militar es atendida por capellanes militares del Reino Unido y de Estados Unidos.

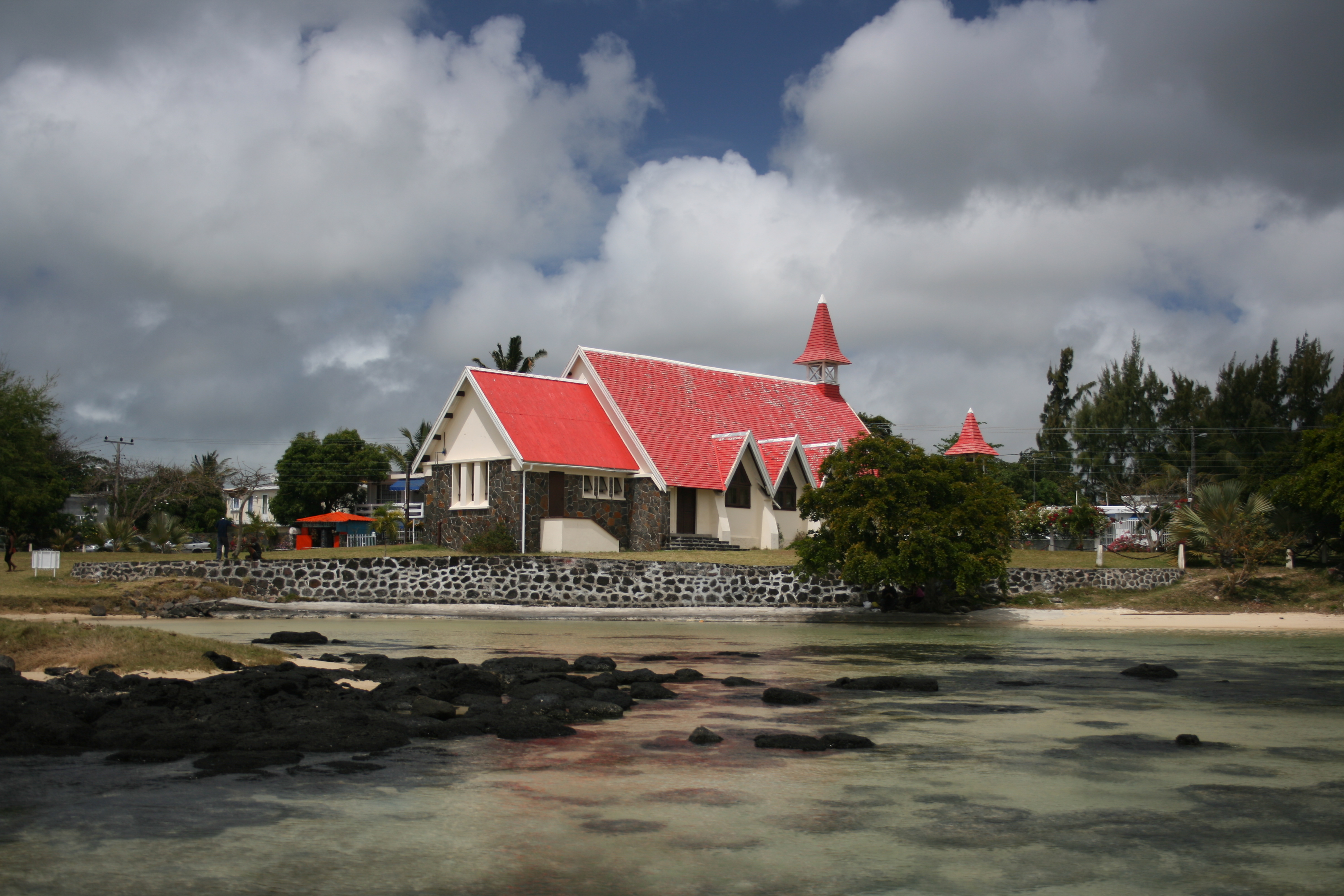
Vista de la iglesia Notre-Dame-Auxiliatrice, en Cap Malheureux

La sede de la diócesis se encuentra en la ciudad de Port Louis, en la isla de Mauricio, en donde se halla la Catedral de San Luis. 
En 2023 en la diócesis existían 40 parroquias agrupadas en 7 regiones pastorales: Région Nord, Port Louis, Hautes Plaines Wilhems, Basses Plaines Wilhems, Région Ouest, Région Sud y Région Est.

## Historia

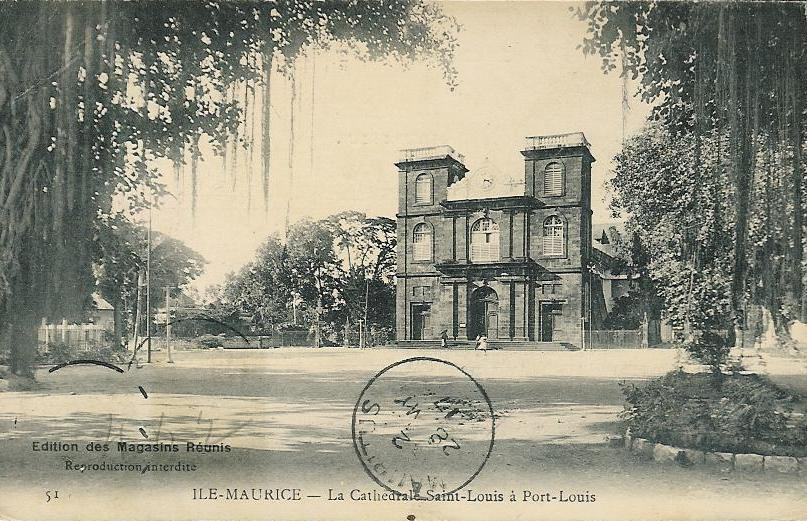
Vista de la catedral de San Luis en 1912

La isla de Mauricio se mantuvo deshabitada hasta 1638 cuando fue colonizada por los neerlandeses, aunque la abandonaros varias décadas después y los franceses la controlaron durante el siglo XVIII. 
En 1712 se erigió la prefectura apostólica de las Islas del Océano Índico (hoy diócesis de Saint-Denis de Reunión), que tenía jurisdicción sobre las islas de Reunión (entonces llamada Borbón), Seychelles y Mauricio (entonces llamada isla de Francia), todas colonias francesas, a las que se añadió Madagascar en la segunda mitad del siglo XVIII.
En abril de 1722 los primeros lazaristas, a quienes se había confiado la prefectura apostólica, desembarcaron en Mauricio: eran los padres Jean-Baptiste Borthon y Gabriel Igou y los laicos Etienne Lecoq y Pierre Adam. La isla se dividió en dos parroquias en 1722: Notre-Dame en Port-Sud-Est o Port-Bourbon y Saint-Louis en Port-Nord-Ouest, cuyos párrocos tenían el título de viceprefectos, hasta 1772, cuando la residencia de la prefectura apostólica se trasladó de Reunión a Port Louis en la isla de Mauricio.
El acta de rendición de los franceses que entregó Mauricio al Reino Unido el 6 de diciembre de 1810 estipulaba que los habitantes conservarían su religión, leyes y costumbres, lo cual se cumplió. Tras el Tratado de París de 1814, Mauricio y las Seychelles pasaron a formar parte formal de los dominios coloniales del Reino Unido. 
El 8 de junio de 1818 la Santa Sede erigió el vicariato apostólico del Cabo de Buena Esperanza, Madagascar y territorios adyacentes, encomendado a los benedictinos ingleses. Como el gobierno británico prohibió viajar a Sudáfrica al vicario apostólico designado, Eward Bede Slater, con dos decisiones del 4 de marzo y el 11 de abril de 1819 se definieron y ampliaron los territorios de competencia del vicario apostólico, a los que también fueron asignados Santa Elena, Mauricio, Seychelles y Australia. Mauricio y las Seychelles se separaron así de la prefectura apostólica de las Islas del Océano Índico (que al mismo tiempo asumió el nombre de prefectura apostólica de Borbón), y Port Louis se convirtió en la sede de los vicarios apostólicos.
El primer vicario apostólico, Edward Bede Slater, llegó a Mauricio el 28 de febrero de 1820.
En 1829 cedió Madagascar a la prefectura apostólica de Borbón.
El 3 de junio de 1834 cedió Australia para la erección del vicariato apostólico de Nueva Holanda y la Tierra de Van Diemen (hoy arquidiócesis de Sídney) mediante el breve Pastoralis officii del papa Gregorio XVI.
El 6 de junio de 1837, mediante el breve Ex munere del papa Gregorio XVI, el vicariato apostólico se dividió en dos: el Cabo de Buena Esperanza y la isla de Santa Elena se convirtieron en un nuevo vicariato apostólico (hoy arquidiócesis de Ciudad del Cabo), mientras que del vicariato apostólico de Mauricio solo quedaron dependiendo las Seychelles.
El 7 de diciembre de 1847 el vicariato apostólico de Mauricio fue elevado a diócesis mediante el breve Apostolici ministerii del papa Pío IX.
El 26 de noviembre de 1852 cedió otra parte de su territorio para la erección de la prefectura apostólica de Seychelles (hoy diócesis de Puerto Victoria).
En 1897 el jesuita Víctor Malaval fue el primer misionero que visitó la isla Agalega, en donde se construyó una capilla, desde entonces la isla ha sido visitada periódicamente pero nunca tuvo un sacerdote fijo.
El 8 de noviembre de 1965 el Reino Unido separó el archipiélago de Chagos de Mauricio y con otras islas de su posesión creó Territorio Británico en el Océano Índico, concluyendo la deportación forzada de sus habitantes el 27 de abril de 1973. Por esta razón el archipiélago dejó de tener población católica autóctona, aunque formalmente continúa siendo parte de la diócesis de Port Louis.
El 12 de marzo de 1968 Mauricio se independizó del Reino Unido.
El 31 de octubre de 2002 cedió una parte de su territorio para la erección del vicariato apostólico de Rodrigues mediante la bula Ad aptius consulendum del papa Juan Pablo II.

## Estadísticas
Según el Anuario Pontificio 2024 la diócesis tenía a fines de 2023 un total de 334 570 fieles bautizados.
| Año                                                                             | Población            | Población | Población      | Sacerdotes | Sacerdotes    | Sacerdotes    | Bautizados por sacerdote | Diáconos permanentes | Religiosos | Religiosos | Parroquias |
| Año                                                                             | Bautizados católicos | Total     | % de católicos | Total      | Clero secular | Clero regular | Bautizados por sacerdote | Diáconos permanentes | Varones    | Mujeres    | Parroquias |
| ------------------------------------------------------------------------------- | -------------------- | --------- | -------------- | ---------- | ------------- | ------------- | ------------------------ | -------------------- | ---------- | ---------- | ---------- |
| 1950                                                                            | 141 941              | 419 185   | 33.9           | 61         | 27            | 34            | 2326                     |                      | 29         | 310        | 37         |
| 1970                                                                            | 269 000              | 812 348   | 33.1           | 110        | 78            | 32            | 2445                     |                      | 53         | 301        | 42         |
| 1980                                                                            | 340 000              | 970 000   | 35.1           | 96         | 55            | 41            | 3541                     |                      | 101        | 316        | 45         |
| 1990                                                                            | 294 903              | 1 085 570 | 27.2           | 87         | 55            | 32            | 3389                     |                      | 61         | 271        | 44         |
| 1999                                                                            | 310 000              | 1 276 000 | 24.3           | 87         | 59            | 28            | 3563                     |                      | 64         | 261        | 49         |
| 2000                                                                            | 287 853              | 1 242 000 | 23.2           | 88         | 60            | 28            | 3271                     |                      | 64         | 261        | 49         |
| 2001                                                                            | 287 726              | 1 180 915 | 24.4           | 95         | 59            | 36            | 3028                     |                      | 66         | 246        | 52         |
| 2002                                                                            | 245 639              | 1 143 069 | 21.5           | 100        | 58            | 42            | 2456                     |                      | 67         | 234        | 49         |
| 2003                                                                            | 278 251              | 1 143 069 | 24.3           | 104        | 59            | 45            | 2675                     |                      | 74         | 250        | 46         |
| 2004                                                                            | 278 251              | 1 143 069 | 24.3           | 97         | 57            | 40            | 2868                     |                      | 74         | 234        | 46         |
| 2007                                                                            | 278 251              | 1 143 069 | 24.3           | 89         | 47            | 42            | 3126                     | 1                    | 77         | 218        | 41         |
| 2013                                                                            | 312 917              | 1 253 000 | 25.0           | 87         | 43            | 44            | 3596                     |                      | 72         | 187        | 39         |
| 2016                                                                            | 327 600              | 1 260 000 | 26.0           | 91         | 46            | 45            | 3600                     |                      | 70         | 177        | 36         |
| 2019                                                                            | 330 360              | 1 270 623 | 26.0           | 94         | 44            | 50            | 3514                     | 5                    | 68         | 174        | 44         |
| 2021                                                                            | 331 713              | 1 275 820 | 26.0           | 87         | 42            | 45            | 3812                     | 5                    | 60         | 158        | 42         |
| 2023                                                                            | 334 570              | 1 286 073 | 26.0           | 77         | 37            | 40            | 4345                     | 5                    | 53         | 153        | 40         |
| Fuente: Catholic-Hierarchy, que a su vez toma los datos del Anuario Pontificio. |                      |           |                |            |               |               |                          |                      |            |            |            |

## Episcopologio
- Edward Bede Slater, O.S.B. † (18 de junio de 1818[10]-15 de julio de 1832 falleció)
- William Placid Morris, O.S.B. † (1832-3 de febrero de 1840 relevado)[nota 3]
- William Bernard Allen Collier, O.S.B. † (14 de febrero de 1840-6 de septiembre de 1863 renunció)
- Michael Adrian Hankinson, O.S.B. † (15 de septiembre de 1863-21 de septiembre de 1870 falleció)
- William Benedict Scarisbrick, O.S.B. † (22 de diciembre de 1871-27 de septiembre de 1887 renunció[nota 4])
- Johann Gabriel Léon Louis Meurin, S.I. † (27 de septiembre de 1887-1 de junio de 1895 falleció)
- Peter Augustine O'Neill, O.S.B. † (22 de mayo de 1896-26 de noviembre de 1909 renunció[nota 5])
- James Romanus Bilsborrow, O.S.B. † (13 de septiembre de 1910-7 de febrero de 1916 nombrado arzobispo de Cardiff)
- Giovanni Battista Murphy, C.S.Sp. † (8 de julio de 1916-16 de abril de 1926 falleció)
- Jacques Leen, C.S.Sp. † (16 de abril de 1926 por sucesión-19 de diciembre de 1949 falleció)
- Daniel Liston, C.S.Sp. † (19 de diciembre de 1949 por sucesión-23 de abril de 1968 renunció[nota 6])
- Jean Margéot † (6 de febrero de 1969-15 de febrero de 1993 retirado)
- Maurice Piat, C.S.Sp., por sucesión el 15 de febrero de 1993-19 de mayo de 2023 retirado)
- Jean Michaël Durhône, desde el 19 de mayo de 2023